# Wesnianka (przystanek kolejowy)
Wesnianka (ukr. Веснянка; ros. Веснянка) – przystanek kolejowy w miejscowości Wesnianka (hist. Wiszniów), w rejonie łuckim, w obwodzie wołyńskim, na Ukrainie. Leży na linii Zdołbunów – Kowel.